# مارکت برولتسهایم
مارکت برولتسهایم (به آلمانی: Markt Berolzheim) یک منطقهٔ مسکونی در آلمان است که در وایسنبورگ-گونتسنهاوزن واقع شده‌است.